# Exechia styriaca
Exechia styriaca är en tvåvingeart som beskrevs av Gabriel Strobl 1898. Exechia styriaca ingår i släktet Exechia och familjen svampmyggor. Arten är reproducerande i Sverige. Inga underarter finns listade i Catalogue of Life.